# Sphyrapicus
A Sphyrapicus a madarak (Aves) osztályának harkályalakúak (Piciformes) rendjébe, ezen belül a harkályfélék (Picidae) családjába tartozó nem.

## Nevük
A Sphyrapicus taxonnév a görög nyelvből ered: sphura = „kalapács” és pikos = „harkály”.

## Előfordulásuk
A Sphyrapicus-fajok Észak-Amerika területén élnek.

## Megjelenésük
Az idetartozó madarak karcsú testfelépítésűek, erős és merev farktollúak, valamint hosszú szárnyúak. Röptük hullámos; az erőteljes szárnyverdeséseket, testhez szorított szárnyakkal való zuhanások követik.

## Életmódjuk
Elsődleges táplálékuk a fák nedvei, főleg a nyírfajoké. A fiókákat rovarokkal is etetik. A táplálkozáshoz sebeket ejtenek a fákon, emiatt több helyen is kártevőknek számítanak.

## Rendszerezés
A nembe az alábbi 4 faj tartozik:
- pirossapkás cukorharkály (Sphyrapicus nuchalis) Baird, 1858[5]
- vörösbegyű cukorharkály (Sphyrapicus ruber) (Gmelin, 1788)[6]
- Williamson-cukorharkály (Sphyrapicus thyroideus) (Cassin, 1852)[7]
- sárgahasú cukorharkály (Sphyrapicus varius) (Linnaeus, 1766)[8]

### Fordítás
- Ez a szócikk részben vagy egészben  a   Sapsucker című angol Wikipédia-szócikk ezen változatának fordításán alapul.  Az eredeti cikk szerkesztőit annak laptörténete sorolja fel. Ez a jelzés csupán a megfogalmazás eredetét és a szerzői jogokat jelzi, nem szolgál a cikkben szereplő információk forrásmegjelöléseként.